# Anydrophila mirifica
Anydrophila mirifica là một loài bướm đêm trong họ Noctuidae.